# Districte de la Singine

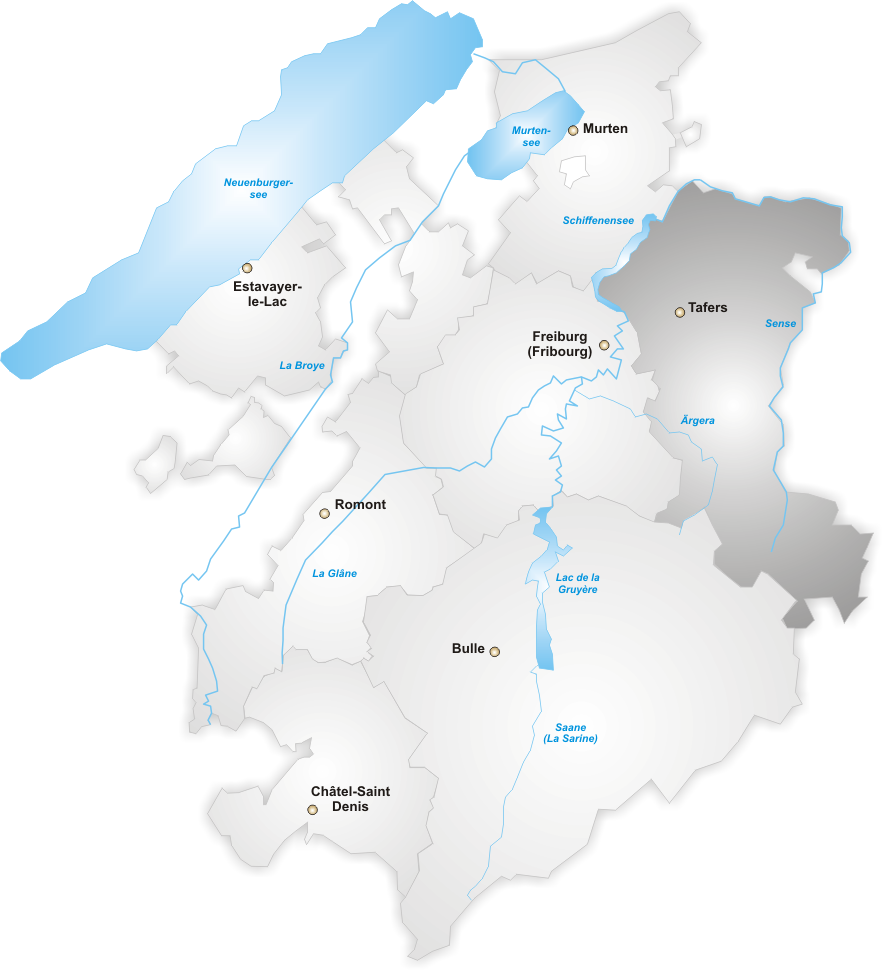
Districte de Singine

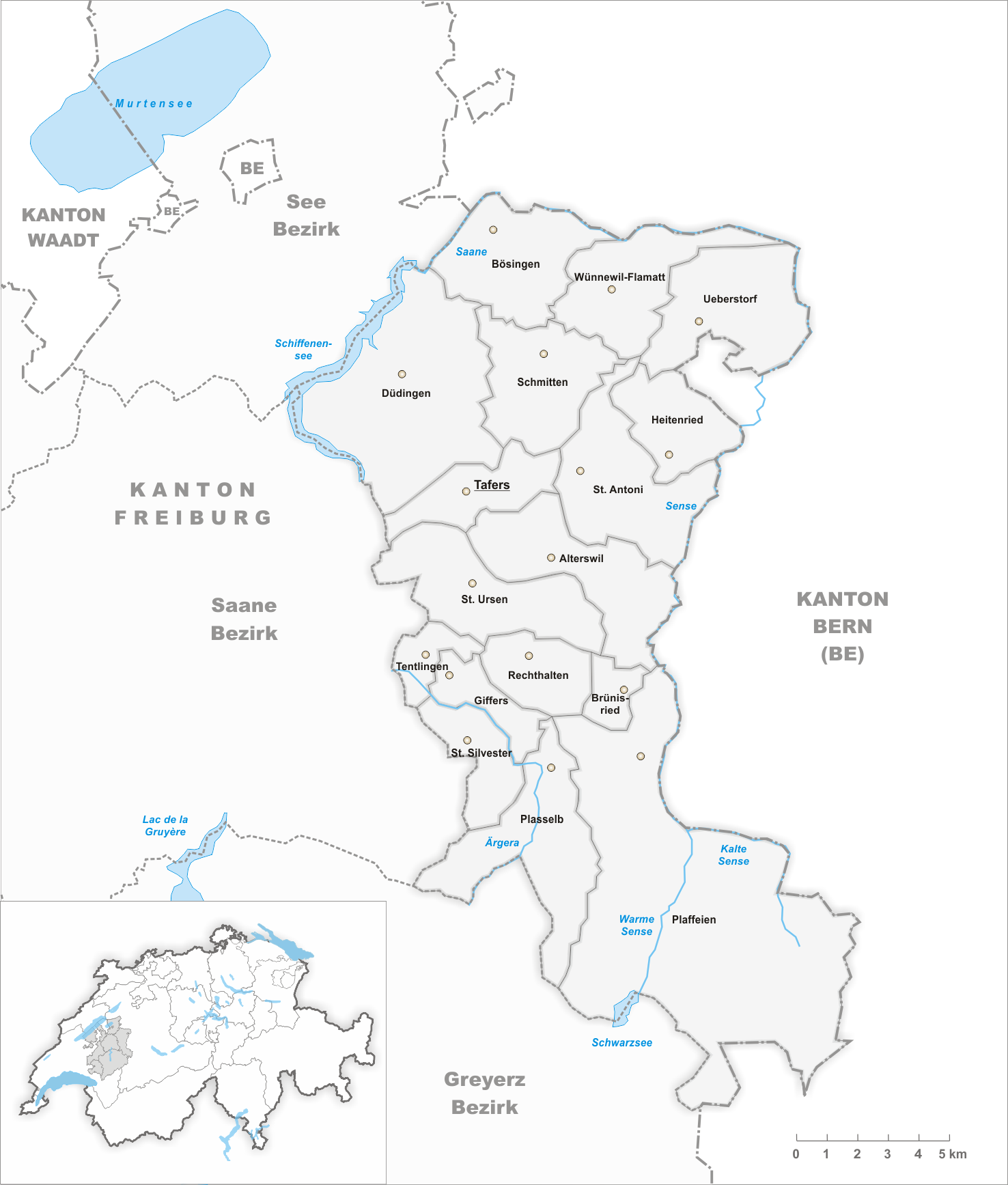
Municipis del districte de Singine

El Districte de la Singine (en alemany Sensebezirk) és un dels set districtes del Cantó de Friburg a Suïssa. Té 43.409 habitants (cens de 2016) i una superfície de 265,32 km². Està format per 17 municipis i el cap del districte és Tavel/Tafers. Es tracta de l'unic districte del cantó amb l'alemany com a llengua oficial.

## Municipis
| Escut        | Nom del municipi | Habitants (2016) | Superfície en km² |
| ------------ | ---------------- | ---------------- | ----------------- |
| align=center | Alterswil        | 2.037            | 16.08             |
|              | Bösingen         | 3.412            | 14.32             |
|              | Brünisried       | 648              | 3.24              |
|              | Düdingen (Guin)  | 7.825            | 30.82             |
|              | Giffers          | 1.561            | 5.22              |
|              | Heitenried       | 1.365            | 9.05              |
| Plaffeien    | Plaffeien        | 3.594            | 66.59             |
|              | Plasselb         | 1.040            | 18.11             |
|              | Rechthalten      | 1.068            | 7.30              |
|              | Schmitten        | 4.072            | 13.55             |
|              | St. Antoni       | 2.044            | 16.85             |
|              | St. Silvester    | 986              | 7.10              |
|              | St. Ursen        | 1.319            | 15.72             |
| Tafers       | Tafers (Tavel)   | 3.330            | 8.37              |
| Tentlingen   | Tentlingen       | 1.323            | 3.69              |
|              | Ueberstorf       | 2.343            | 16.13             |
|              | Wünnewil-Flamatt | 5.470            | 13.21             |
|              | Total (17)       | 43.409           | 265.35            |